# 窄額樸麗魚
窄額樸麗魚，為輻鰭魚綱鱸形目隆頭魚亞目慈鯛科的其中一種，分布於非洲愛德華湖及喬治湖流域，體長可達9公分，棲息在沙泥底質水域，屬肉食性，以浮游生物等為食，生活習性不明。

## 擴展閱讀
維基物種上的相關：窄額樸麗魚